# Медленная хорошая музыка
«Ме́дленная хоро́шая му́зыка» — третий студийный альбом рок-группы «Машина времени». Записан в 1990 г., вышел на компакт-дисках (МП «Русский диск») и виниловых пластинках («Sintez Records»), при этом трек-лист на виниле был меньше, чем на компакт-диске (на виниле — 10 треков, на диске — 13). Вышел 22 августа 1991 года. В 1996 г. переиздан практически в том же оформлении и с тем же трек-листом, что и на «Русском диске».

## Об альбоме
| Не самый любимый наш альбом. Он какой-то мутный и по звуку, и по ощущениям в момент записи (Женя и Петя только вернулись, и не было понятно, насколько они задержатся), да и время вокруг было мутное. — Андрей Макаревич |

| Этот альбом мы все не очень любим. Он был сделан сразу после прихода Жени и Пети, когда они и сами не очень понимали, надолго ли всё это. К тому же он не блестяще записан, а тогда его ещё и очень плохо издали — мне потом пришлось разбираться с передачей «Синтезу» прав на него, только после этого удалось выпустить диск по-человечески. — Александр Кутиков |

«Медленную хорошую музыку» можно считать первым альбомом группы, изданным на CD, а также первым, записанным на студии Sintez Records и в составе с Евгением Маргулисом и Петром Подгородецким.
В состав диска были включены англоязычные версии песен «Там, где будет новый день» (It’s Gonna Be Another Day) и «Опустошение» (Mind Devastation), сделанные в Далласе в 1988 году.
Альбом стал последней пластинкой, записанной в период существования СССР. В ней затрагивается политическая тема с ярко выраженным антисоветским настроением («У свободы недетское злое лицо», «Бурьян породил бурьян», «Я хочу знать»).
Песни «Она желает (Свалить из СССР)» и «Шанхай-блюз» звучат в фильме Валерия Тодоровского «Любовь».
На песни «Она желает (Свалить из СССР)», «Имитация» и «Между тем, что было и тем, что будет» были сняты видеоклипы (последний — с участием актрисы Екатерины Голубевой).

## Список композиций
Автор всех песен, кроме отмеченных — А. Макаревич

### CD-версия
1. Интерлюдия (автор — Е.Маргулис). Она желает (Свалить из СССР) (4:25) (музыка — Е. Маргулис)
2. У свободы недетское злое лицо (3:38) (музыка — Е. Маргулис, А. Кутиков)
3. Между тем, что было и тем, что будет (4:15)
4. Битое стекло (3:03)
5. Опустошение (3:52) (перевод — Н. Чубаров)
6. Там, где будет новый день (4:21) (музыка —— А. Кутиков, перевод — Н.Чубаров)
7. Имитация (3:40) (музыка — А. Макаревич, А. Кутиков, Е. Маргулис)
8. Бурьян породил бурьян (4:06)
9. Ветер всё сильней (4:45) (музыка — Е. Маргулис)
10. Я хочу знать (3:30) (музыка — А. Кутиков)
11. Костёр (3:47)
12. Барьер (4:10)
13. Шанхай-блюз (3:39) (музыка — Е. Маргулис, текст — В. Сюткин, С. Миров)

### LP-версия
Сторона А
1. Интерлюдия. Она желает (свалить из СССР) (4:24)
2. У свободы недетское злое лицо (3:36)
3. Между тем, что было и тем, что будет (4:13)
4. Битое стекло (3:01)
5. Ветер всё сильней (4:43)

Сторона B
1. Имитация (3:38)
2. Я хочу знать (3:28)
3. Костёр (3:45)
4. Бурьян породил бурьян (4:06)
5. Шанхай-блюз (3:37)

## Участники записи
«Машина времени»
- Андрей Макаревич — основной вокал, гитары
- Александр Кутиков — бас-гитара, вокал
- Евгений Маргулис — гитара, вокал
- Пётр Подгородецкий — клавишные, бэк-вокал
- Валерий Ефремов — барабаны

Сессионные музыканты
- Андрей Шепелёв — добро
- Сергей Воронов — гитара
- Дмитрий Четвергов — гитара
- Инструментальный ансамбль «Мелодия»
- Гордон Перри[англ.] — музыкальный продюсер (5—6)
- «Квартал»: Артур Пилявин — клавиши, Татьяна Литвиненко — бэк-вокал

## Выходные данные
- Альбом записан на студии Sintez Records в 1991 году
- Производственная фирма «РиТонис», запись 1990 года (цифровая)
- Звукорежиссёры: А. Кутиков, А. Ветр
- Саунд продюсер: А. Кутиков
- Редактор: Н. Кацман
- Оформление: А. Макаревич, Г. Серебряков
- Фото: Ю. Желудев, А. Черников

## Отзывы
В научной статье «Путешествие во времени» песня «У свободы недетское злое лицо» характеризуется как болезненное столкновение с реальностью. Изменения, произошедшие в обществе, необратимы. Стихия разрушения выходит из-под контроля. Это выражено в композиции «Ветер всё сильней», что может привести к непредсказуемым последствиям. Поэтому возникает предчувствие конца мира с помощью образов, взятых из Апокалипсиса: «Поступь четырёх коней».
Сайт «СоюзМузыка» написал, что вопреки названию и бодрому открывающему треку, альбом действительно получился не то чтобы мутным, но депрессивным и мрачным, в полной мере передавшим состояние человека в распадающейся на глазах стране. Как ни странно, в этом есть и удовольствие — своего рода «Some Time in New York City» от Макаревича и компании, полный жёстких околополитических высказываний, получился ярче, нежели инвективы на ту же тему двумя десятилетиями позже. А закрывающий пластинку и с тех же пор любимый народом «Шанхай-блюз» не даёт слушающему соскользнуть в отчаяние, которым пропитана большая часть песен.